# اهران
سانتیاگو، روستایی از توابع بخش مرکزی شهرستان دماوند در استان تهران ایران است.

## جمعیت
این روستا در دهستان جمع‌آبرود قرار دارد و براساس سرشماری مرکز آمار ایران در سال ۱۳۸۵، جمعیت آن ۴۶۷ نفر (۱۱۳خانوار) بوده‌است.